# Metro 2033 (videohra)
Metro 2033 (celým názvem Metro 2033: The Last Refuge) je počítačová first-person shooter hra s prvky stealth a survival hororů vytvořená podle stejnojmenné knihy. Vyvinuta byla v roce 2010 ukrajinským studiem 4A Games v jejich vlastním enginu 4A Engine. Hra se odehrává v postapokalyptické Moskvě po 3. světové válce, kde poslední zbytky lidstva přežívají v moskevském metru. Hra byla vydána ve verzích pro Microsoft Windows a Xbox 360. Původně byla plánována i verze pro PlayStation 3, ale ta byla zrušena.
V roce 2006 studio oznámilo spolupráci s autorem předlohy, Dmitrijem Gluchovským, na další hře a na německé herní výstavě Games Convention 2009 byla hra oficiálně oznámena. V roce 2013 vyšlo pokračování, s názvem Metro: Last Light. Toto pokračování se již neřídí knižní předlohou, ale autor se studiem nadále spolupracoval jako odborný poradce. Začátkem roku 2019 vyšlo další pokračování Metro: Exodus, které se dočkalo bouřlivých ohlasů, kvůli rozhodnutí vydavatele přejít na herní platformu Epic Games.

## Děj
Hra s odchylkami (zachovává klíčové prvky obsažené v knize = rudí, nacisté atd. a vynechává detaily = některé stanice, sektáři, ...) následuje v úvodu zmíněnou knižní předlohu od Dimitrije Gluchovského. Civilizovaným světem v roce 2013 otřásla třetí světová válka, v jejímž důsledku se povrch stal neobyvatelným. Zhruba 50 tisíc přeživších obyvatel Moskvy žije v největším atomovém krytu světa, moskevském metru. Během uplynulých 20 let od války zaplnila ulice Moskvy divočina; z dominant dříve velkolepého města se staly trosky, které se hemží zmutovanou zvěří. Z života na Zemi (respektive pod zemí) se stal nekonečný boj o přežití lidské rasy.
Příběh začíná na stanici, kterou z knižní předlohy známe pod názvem VDNCh, (ve hře "Exhibition" - oba názvy jsou nicméně odvozeny od nedalekého výstaviště). Hlavním protagonistou hry je 24letý Arťom, který se sice narodil v době před válkou, většinu svého života však strávil v metru. Jeho domovská stanice je pod neustálými útoky nového druhu mutantů, kterým se přezdívá "Temní" (The Dark Ones). Na stanici přichází Hunter, který Arťomovi vysvětlí, že hrozba, které čelí, neohrožuje jen jeho stanici, ale potenciálně celé metro, a proto Arťoma pověří úkolem, aby vyrazil do Polis a vyhledal pomoc, pokud se nevrátí z cesty za Temnými. Hunter se nevrátí a tak Arťom opouští svůj domov a aniž by věděl, co ho čeká, se vydává do Polis, výkladní skříně současné civilizace. Ačkoliv Arťom dobře ví, že povrch ovládly nestvůry nepřátelské lidem, po cestě si začíná uvědomovat trpkost lidskosti. Ani na sklonku vyhubení se totiž lidé nenaučili žít bez válek a vzájemného vraždění a "rudí" (praví komunisté, kteří obývají "rudou" linku) či nacisté, kteří v metru budují "Čtvrtou říši" se tak pro Arťoma mnohdy stanu horšími nepřáteli než tlupy příšer, se kterými se setká při opakovaných výstupech na povrch.
Jakmile se dostane do Polis, setká se s Millerem (v knižní předloze Mělnik), který Arťomovi chce pomoci. Spolu s Millerem Arťom získá informace o vojenském raketovém silu z předválečné doby, které má stále funkční rakety a dostatečnou sílu na to, aby zničilo Temné jednou pro vždy. Arťom, Miller a další vojáci reaktivují řídicí centrum raketového sila. Aby se daly rakety navést na cíl, musí Arťom připevnit laserový naváděcí paprsek na nedalekou televizní věž Ostankino (resp. její trosky).
Nastavení naváděcího systému je však završením obtížnému dilematu, se kterým se Arťom od opuštění své domovské stanice potýká. Jsou to totiž právě zbraně, násilí a nekonečná sobeckost, které srazily lidstvo na kolena a uvrhly jej do temnoty tunelů. Jsou Temní skutečně nebezpeční, nebo se s lidmi jen snaží komunikovat a lidé, jejichž mysl zastřel nekonečný boj o přežití, tyto pokusy nevidí? Během halucinace, kterou vyvolají Temní, je Arťom konfrontován s heslem, kterým se řídil Hunter, Arťomův vzor - "If it's hostile, you kill it." (Je to nepřítel? Tak ho zabij.)
Hra končí dvěma možnými konci v závislosti na rozhodnutích hráče v průběhu celé cesty - Arťom buďto povolí dokončení navádění raket a Temní jsou vyhlazeni z povrchu zemského, nebo na poslední chvíli shodí naváděcí mechanismus z věže a Temné zachrání. Ačkoliv se v komunitě uchytily pojmy "Good ending" a "Bad ending", tj. dobrý (Temní přežijí) a špatný (Temní jsou vyhlazeni) konec, hodnocení obou konců je subjektivní. Jelikož staví vyvrcholení hry na otázkách lidských hodnot a morálky, ani hra samotná k rozlišení dobrý/špatný konec nevede, pouze poskytuje prostor k zamyšlení nad tím, jestli bylo Arťomovo rozhodnutí skutečně správné.
Knižní předloha končí zničením Temných, na tento konec pak navazuje i pokračování hry, Metro: Last Light.

## Hra
Celá hra se odehrává z pohledu první osoby. Hra je lineární, ale hráč má možnost většinu misí vyřešit tichým způsobem nebo se mapou prostřílet. Tichým způsobem se hráč plíží a protivníky likviduje vrhacími noži nebo zbraněmi s tlumičem. Také se musí vyhýbat nastraženým pastem, které by upozornily stráž (rozbité sklo, zavěšené plechovky). Ve hře se vyskytují dva druhy protivníků: lidé a mutanti. Zatímco lidé mají střelné zbraně, mutanti spoléhají na útok zblízka a útočí ve skupinách. Lidé se také, na rozdíl od mutantů, snaží spolupracovat.
Celá hra obsahuje poměrně velkou škálu zbraní a to jak zbraní reálných, tak i smyšlených. Hráč může najednou nosit jen dvě větší zbraně. Kromě obyčejných nábojů se ve hře vyskytují i náboje vojenské, které zároveň slouží i jako platidlo. Touto municí může hráč i střílet, má větší sílu, což ale není příliš výhodné. Veškerou munici ve hře si hráč může koupit na stanicích u obchodníků nebo ji získat během hraní ze skrytých míst a padlých nepřátel. Stejně jako munice se získávají i filtry do plynové masky, která je nezbytná při pohybu nad zemí. Tyto filtry se musejí po několika minutách vyměnit, jinak by hrozilo udušení. Samotná maska může být rozbita během boje a poté se stává nepoužitelnou, což může mít fatální následky.

## Kritika
Hra získala vcelku vysoká hodnocení. Na hře byla především chválena atmosféra a grafická stránka hry. Naopak vytýkána byla chybějící volnost pohybu a absence vedlejších úkolů. Kritiku si získaly i souboje s mutanty, které byly na rozdíl od soubojů s lidmi hůře zpracované. Několik recenzentů se shodlo, že hra plně nevyužila svůj potenciál.
Od českých serverů si hra odnesla vysoká hodnocení. Bonusweb.cz hře udělil 82%, recenzent hře vytýkal především přílišnou linearitu. Hrej.cz udělilo známku 7/10 a vytýkalo nevyvážené souboje s mutanty. Doupě.cz hru ohodnotilo 4/5 a hře vytýkalo hardwarovou náročnost a chvilková nabourání atmosféry.
Na světových serverech jsou hodnocení obdobná. Na Metacritic si hra vysloužila 81/100 a na GameRankings 81.14%, od IGN 6,9/10, od Game Informer 9/10 a od GameSpot 8/10.